# Tanga (Kleidung)

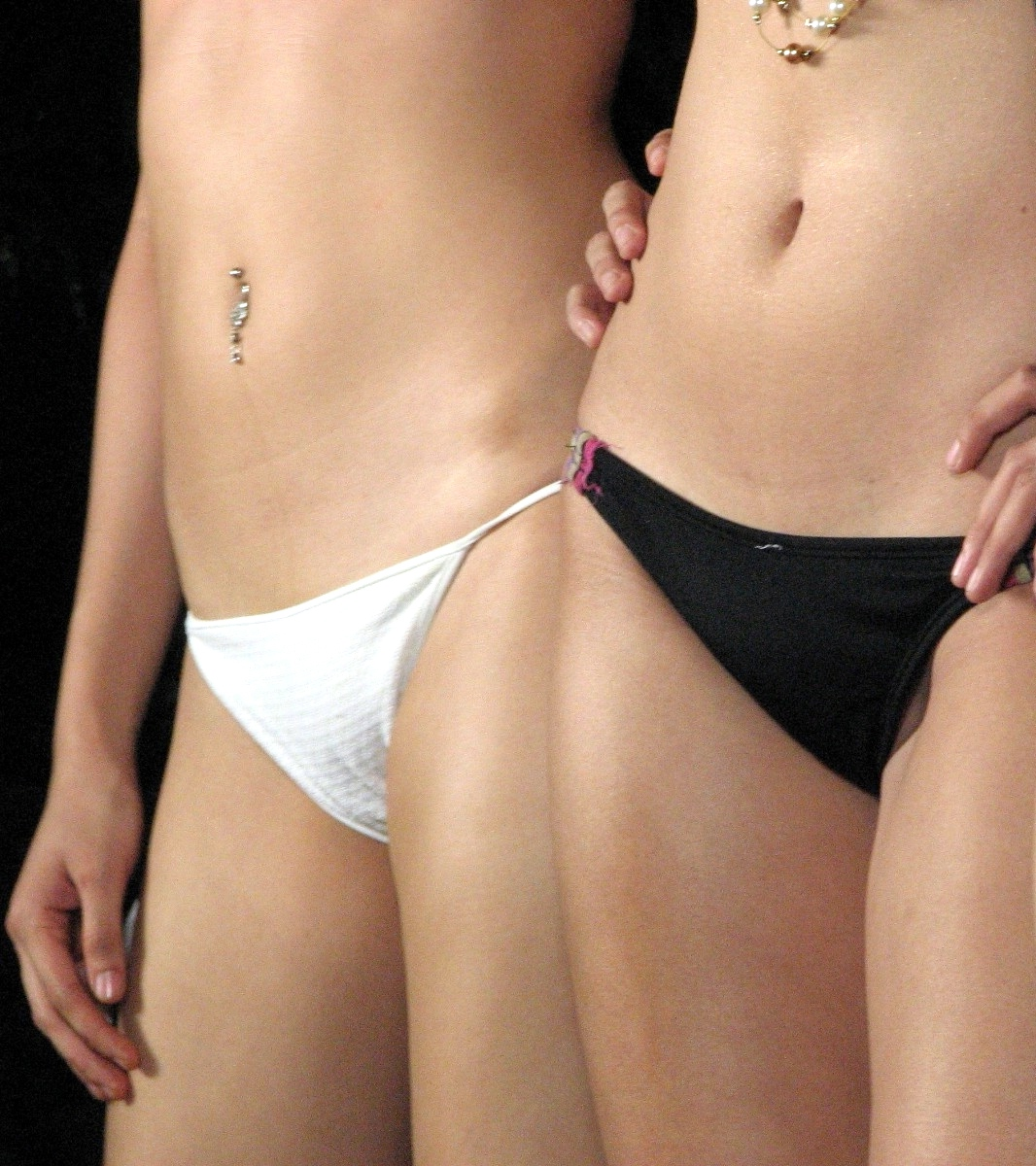
Tanga-Slips für Frauen

Der Tanga (portugiesisch von der Tupi-Guarani-Sprache, tanga für „Lendenschurz“) ist ein auf Bänder und zwei normalerweise gleich große Stoffdreiecke reduziertes Unterteil eines Bikinis brasilianischer Herkunft.
Der Begriff Tanga, eigentlich Tanga-Slip, hat sich im deutschen Sprachgebrauch auch für Slips eingebürgert, die als Unterwäsche getragen werden. Er hat um die Hüfte nur einen dünn geschnittenen Bund oder Bänder und bedeckt das Gesäß zu ca. 50 % und die Genitalien vollständig.
Knapper als der Tanga ist der String, der das Gesäß nur minimal oder gar nicht bedeckt.
Mehr Stoff hat der normale Slip.